# Championnat du monde féminin de basket-ball 1967
Navigation
Pérou 1964 Brésil 1971
Le Championnat du monde féminin de basket-ball 1967 s’est déroulé à Prague en Tchécoslovaquie en 1967. Organisé par la FIBA, il est le cinquième championnat du monde de basket-ball féminin.
Ce sont onze équipes qui se disputèrent le titre.

## Lieux de compétition
| Ville      | Salle | Capacité |
| ---------- | ----- | -------- |
| Prague     |       |          |
| Brno       |       |          |
| Bratislava |       |          |
| Gottwaldov |       |          |

## Équipes participantes
| Amérique   | Europe             | Asie         | Océanie   |
| ---------- | ------------------ | ------------ | --------- |
| États-Unis | Union soviétique   | Corée du Sud | Australie |
| Brésil     | Tchécoslovaquie    | Japon        |           |
|            | Bulgarie           |              |           |
|            | Yougoslavie        |              |           |
|            | Allemagne de l’Est |              |           |
|            | Italie             |              |           |

## Compétition

### Format
Le format du tournoi est resté inchangé et s'est joué comme la précédente Coupe du monde de basket-ball féminin FIBA en 1964 . L'exception avec le tournoi précédent était que l'équipe hôte (équipe de Tchécoslovaquie) du championnat commençait le tournoi par un tournoi de qualification et les résultats des matchs du tournoi de qualification étaient pris en compte dans le tournoi final.
Tournoi de groupes qualificatifs (3 groupes de 4 équipes) pour déterminer 6 (six) finalistes. Les lauréats ont été déterminés pour les finalistes du tournoi de groupe (en tenant compte des résultats des matchs entre les adversaires ayant participé au tournoi de qualification). Les perdants du tournoi de qualification ont joué des matchs pour les places 7 à 11.

### Tour préliminaire
| Groupe A (Brno) |                  |     |   |   |     |     |      |
|                 | Équipe           | Pts | G | P | PP  | PC  | Diff |
| 1               | Union soviétique | 6   | 3 | 0 | 229 | 149 | 86   |
| 2               | Yougoslavie      | 5   | 2 | 1 | 169 | 194 | -25  |
| 3               | États-Unis       | 4   | 1 | 2 | 122 | 167 | -45  |
| 4               | Australie        | 3   | 0 | 3 | 133 | 180 | -47  |

|  | États-Unis       | 42 | 38 | Australie        |
|  | Union soviétique | 83 | 48 | Yougoslavie      |
|  | Australie        | 58 | 63 | Yougoslavie      |
|  | États-Unis       | 37 | 71 | Union soviétique |
|  | Union soviétique | 75 | 37 | Australie        |
|  | Yougoslavie      | 58 | 43 | États-Unis       |

| Groupe B (Bratislava) |                 |     |   |   |     |     |      |
|                       | Équipe          | Pts | G | P | PP  | PC  | Diff |
| 1                     | Corée du Sud    | 4   | 2 | 0 | 143 | 122 | 21   |
| 2                     | Tchécoslovaquie | 3   | 1 | 1 | 107 | 106 | 1    |
| 3                     | Italie          | 2   | 0 | 2 | 95  | 117 | -22  |

|  | Corée du Sud    | 76 | 56 | Italie          |
|  | Tchécoslovaquie | 41 | 39 | Italie          |
|  | Corée du Sud    | 67 | 66 | Tchécoslovaquie |

| Groupe C (Gottwaldow) |                    |     |   |   |     |     |      |
|                       | Équipe             | Pts | G | P | PP  | PC  | Diff |
| 1                     | Allemagne de l’Est | 6   | 3 | 0 | 161 | 152 | 9    |
| 2                     | Japon              | 5   | 2 | 1 | 156 | 146 | 10   |
| 3                     | Bulgarie           | 4   | 1 | 2 | 167 | 172 | -5   |
| 4                     | Brésil             | 3   | 0 | 3 | 178 | 192 | -14  |

|  | Brésil             | 63 | 67 | Japon              |
|  | Bulgarie           | 58 | 62 | Allemagne de l’Est |
|  | Japon              | 35 | 39 | Allemagne de l’Est |
|  | Brésil             | 56 | 65 | Bulgarie           |
|  | Bulgarie           | 44 | 54 | Japon              |
|  | Allemagne de l’Est | 60 | 59 | Brésil             |

### Poule de classement ( 7-11 )
| Poule de classement (Prague) |                     |     |   |   |     |     |      |
|                              | Équipe              | Pts | G | P | PP  | PC  | Diff |
| 1                            | Bulgarie            | 8   | 4 | 0 | 263 | 179 | 84   |
| 2                            | Brésil              | 7   | 3 | 1 | 246 | 217 | 29   |
| 3                            | Italie (1-1;6)      | 5   | 1 | 3 | 188 | 224 | -36  |
| 4                            | Australie (1-1;1)   | 5   | 1 | 3 | 204 | 234 | -30  |
| 5                            | États-Unis (1-1;-7) | 5   | 1 | 3 | 171 | 218 | -47  |

|  | Italie     | 31 | 63 | Bulgarie   |
|  | États-Unis | 44 | 56 | Brésil     |
|  | Brésil     | 60 | 50 | Italie     |
|  | Bulgarie   | 67 | 52 | Australie  |
|  | États-Unis | 45 | 56 | Italie     |
|  | Australie  | 58 | 74 | Brésil     |
|  | Italie     | 51 | 56 | Australie  |
|  | Bulgarie   | 68 | 40 | États-Unis |

### Poule finale ( 1 - 6 )
| Poule finale (Prague) |                    |     |   |   |     |     |      |
|                       | Équipe             | Pts | G | P | PP  | PC  | Diff |
| 1                     | Union soviétique   | 10  | 5 | 0 | 371 | 259 | 112  |
| 2                     | Corée du Sud       | 9   | 4 | 1 | 340 | 339 | 1    |
| 3                     | Tchécoslovaquie    | 8   | 3 | 2 | 315 | 263 | 52   |
| 4                     | Allemagne de l’Est | 7   | 2 | 3 | 277 | 296 | -19  |
| 5                     | Japon              | 6   | 1 | 4 | 250 | 309 | -59  |
| 6                     | Yougoslavie        | 5   | 0 | 5 | 269 | 356 | -87  |

|  | Corée du Sud       | 64 | 59 | Allemagne de l’Est |
|  | Yougoslavie        | 35 | 69 | Tchécoslovaquie    |
|  | Union soviétique   | 57 | 42 | Japon              |
|  | Allemagne de l’Est | 58 | 51 | Yougoslavie        |
|  | Tchécoslovaquie    | 52 | 62 | Union soviétique   |
|  | Japon              | 60 | 81 | Corée du Sud       |
|  | Yougoslavie        | 64 | 68 | Japon              |
|  | Tchécoslovaquie    | 60 | 54 | Allemagne de l’Est |
|  | Union soviétique   | 83 | 50 | Corée du Sud       |
|  | Corée du Sud       | 78 | 71 | Yougoslavie        |
|  | Allemagne de l’Est | 67 | 86 | Union soviétique   |
|  | Japon              | 45 | 68 | Tchécoslovaquie    |

## Classement final
| Rang | Équipe             | J | V | D | PP  | PC  | Diff | Statut              |
| ---- | ------------------ | - | - | - | --- | --- | ---- | ------------------- |
| 1    | Union soviétique   | 7 | 7 | 0 | 517 | 333 | +184 | Poule finale        |
| 2    | Corée du Sud       | 6 | 5 | 1 | 416 | 395 | +21  | Poule finale        |
| 3    | Tchécoslovaquie    | 6 | 4 | 2 | 356 | 302 | +54  | Poule finale        |
| 4    | Allemagne de l’Est | 7 | 4 | 3 | 399 | 413 | -14  | Poule finale        |
| 5    | Japon              | 7 | 3 | 4 | 371 | 416 | -45  | Poule finale        |
| 6    | Yougoslavie        | 7 | 2 | 5 | 390 | 457 | -67  | Poule finale        |
| 7    | Bulgarie           | 6 | 4 | 2 | 365 | 295 | +70  | Poule de classement |
| 8    | Brésil             | 6 | 3 | 3 | 368 | 344 | +24  | Poule de classement |
| 9    | Italie             | 6 | 1 | 5 | 283 | 341 | -58  | Poule de classement |
| 10   | Australie          | 6 | 1 | 5 | 299 | 372 | -73  | Poule de classement |
| 11   | États-Unis         | 6 | 1 | 5 | 251 | 347 | -96  | Poule de classement |

| Championne du monde 1967 |
| · Union soviétique · 3e titre |
| - 4 Nina Poznanskaïa - 5 Tamara Slidenko - 6 Inessa Pivovarova - 7 Ravilia Prokopenko - 8 Raisa Michaïlova - 9 Lioudmila Bazarevic - 10 Feodora Orel - 11 Skaidrite Smildzinia - 12 Nina Antipina - 14 Silvia Krodere - 15 Nelli Fominych - 16 Serafima Eremkina - Entraîneur : Lidia Alexeyeva |